# Eduard Peters

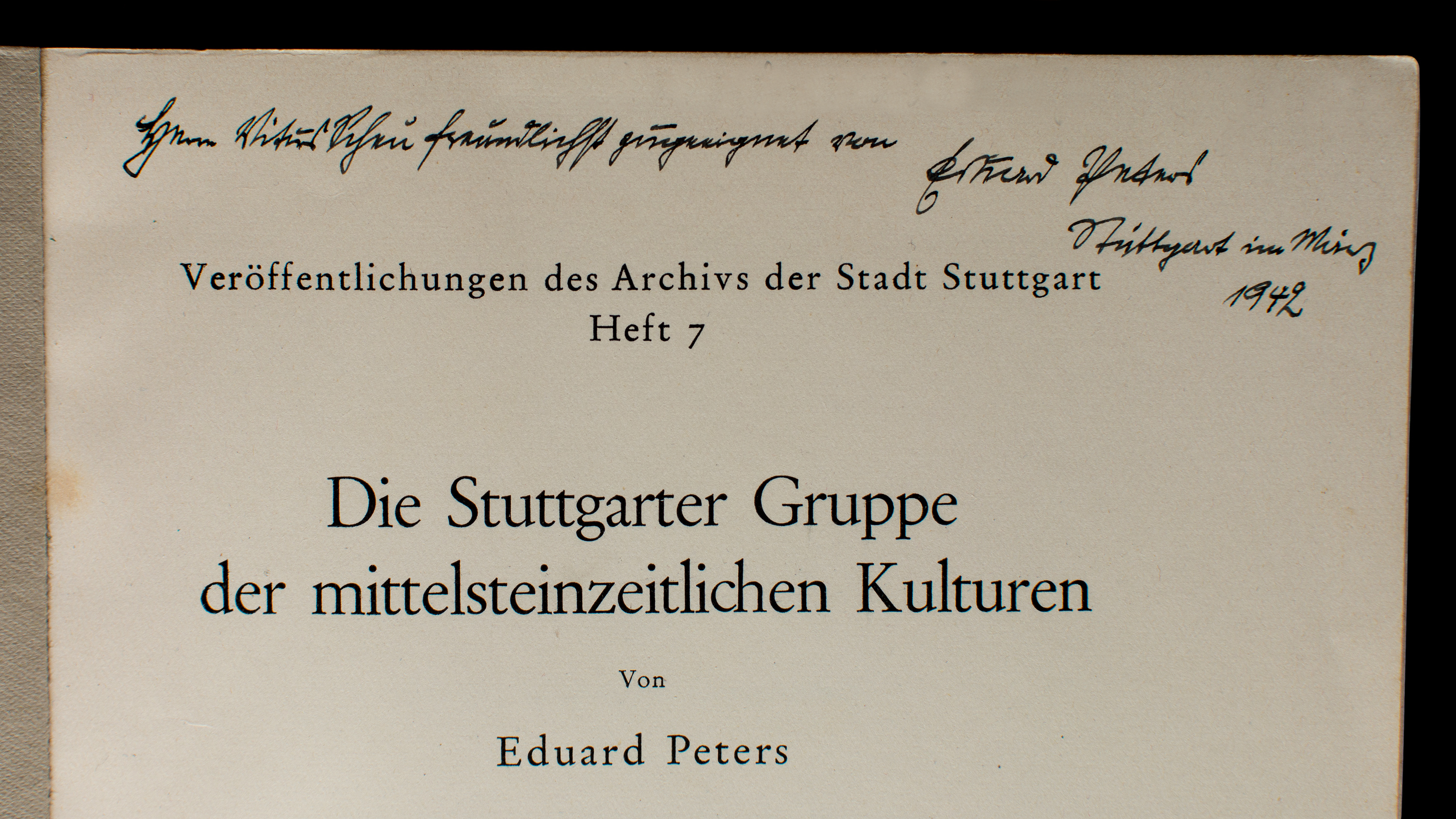
Handschriftlicher Vermerk und Signatur Eduard Peters’ (1942)

Eduard Ferdinand Albert Peters (* 9. April 1869 in Halberstadt; † 22. Mai 1948 in Veringenstadt) war ein deutscher Postbeamter, Prähistoriker und Entdecker zahlreicher steinzeitlicher Fundstellen. Unter anderem machte er bedeutende Ausgrabungen am Petersfels im Brudertal, einem Trockental im Hegau nahe bei Engen im heutigen Baden-Württemberg.

## Leben

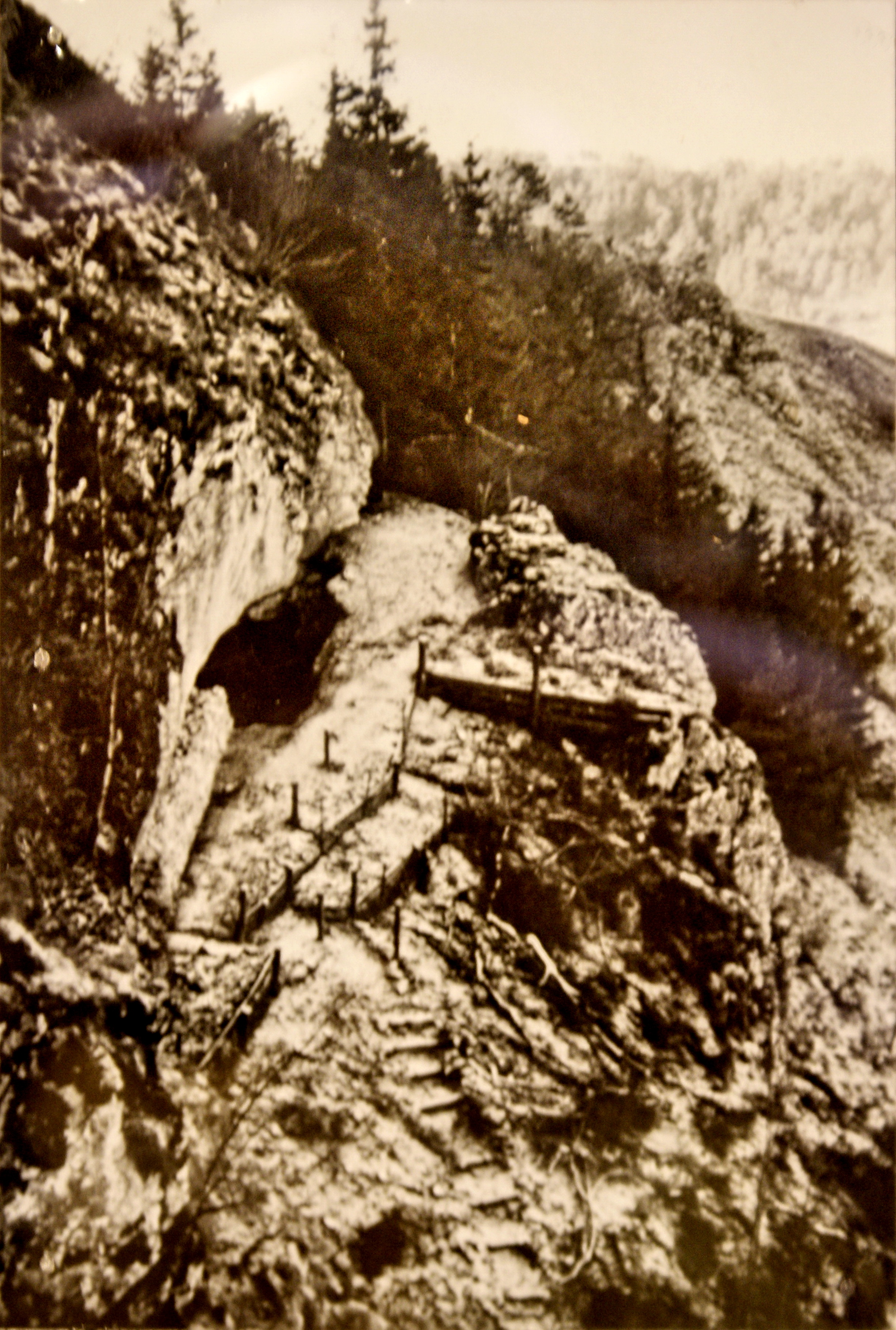
Ausgrabungsplatz Schafstall I in Veringenstadt durch Eduard Peters (1946)

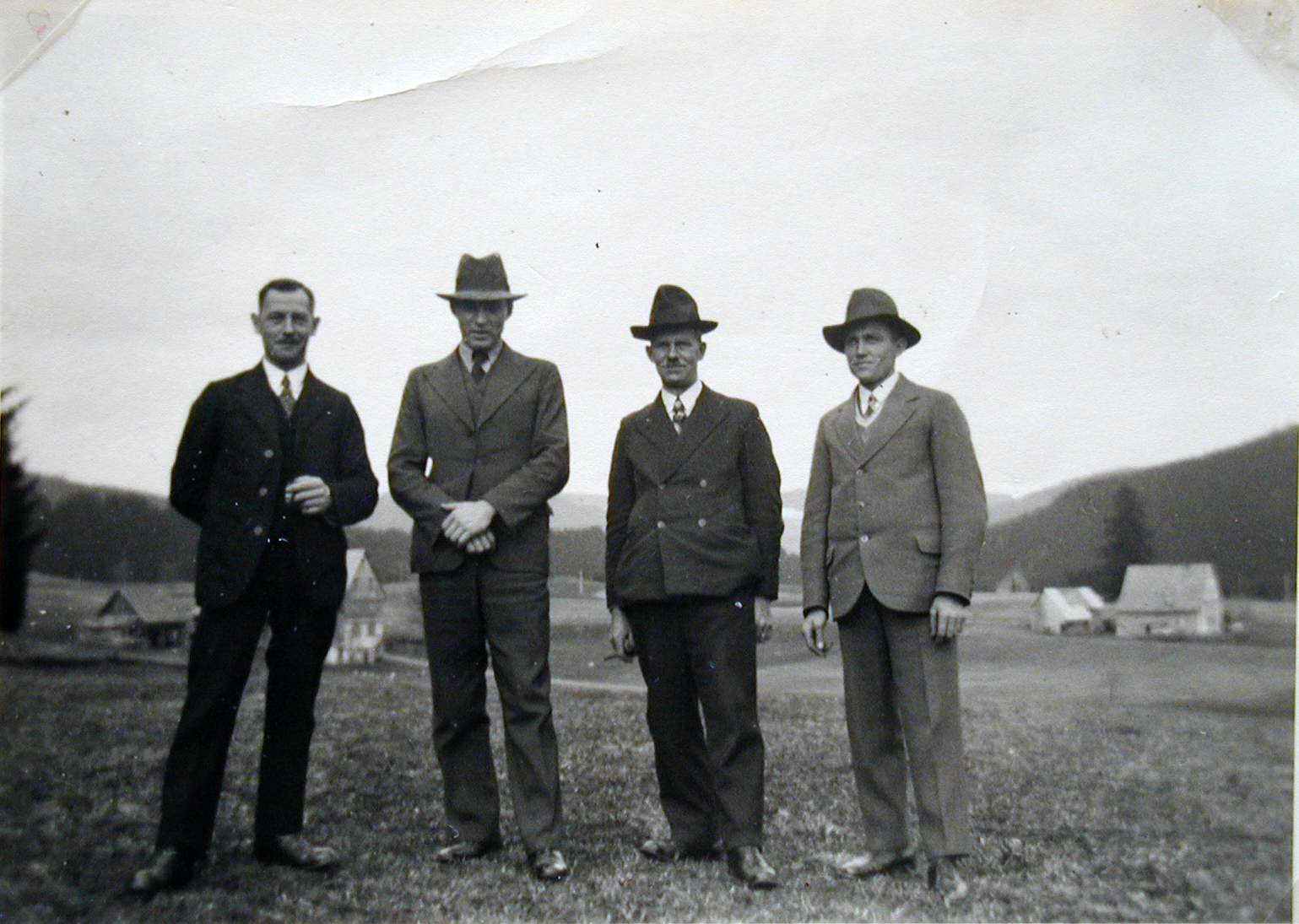
Genesungsaufenthalt 1946 im Schwarzwald von Eduard Peters (links) mit Bürgermeister Stefan Fink (rechts) von Veringenstadt.

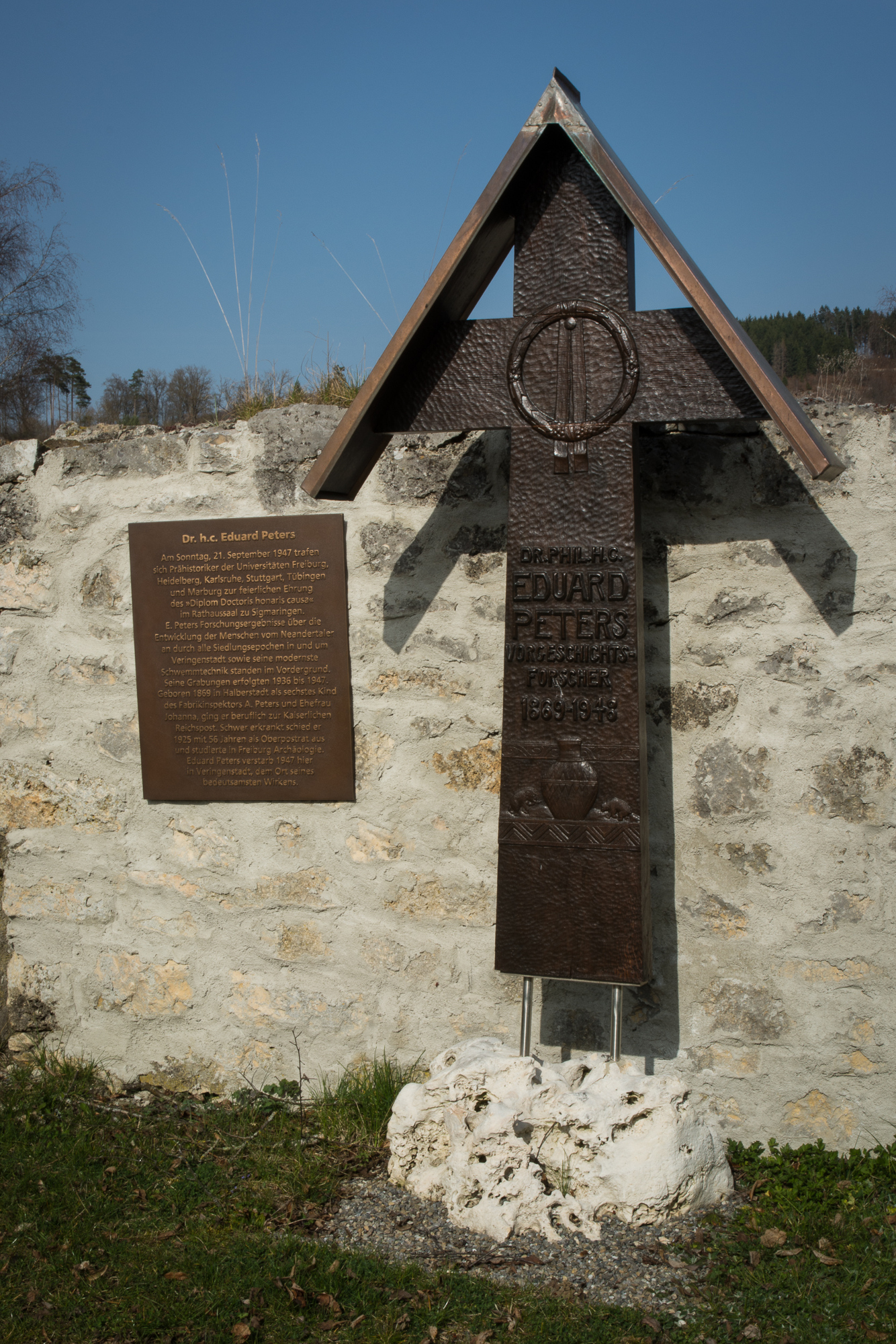
Grabkreuz von Eduard Peters auf dem Friedhof in Veringenstadt. Sein letzter Wunsch wurde ihm allerdings nicht erfüllt: Er wollte verbrannt werden, dies war damals jedoch nicht möglich.

Peters durchlief zunächst eine erfolgreiche Laufbahn bei der Deutschen Reichspost: 1893 Postsekretär, 1908 Telegraphendirektor (1910 in Wuppertal), 1914 Postrat in Konstanz, 1921 Oberpostrat. Er war begeisterter Bergsteiger und sprach sechs Sprachen. Peters blieb bis zu seinem Tod Junggeselle.
Seine Leidenschaft galt der Urgeschichtsforschung. Nach seiner Pensionierung 1925 studierte Peters an der Albert-Ludwigs-Universität Freiburg Geologie, mit den Nebenfächern Botanik, Zoologie und Urgeschichte. Bereits 1926 begann er mit Grabungen im Hegau, die sich bis 1932 fortsetzten und nicht ohne Erfolg blieben. Noch heute erinnert der so genannte „Petersfels“ daran. 1930 bis 1933 folgten urgeschichtliche Forschungen auf der Ostalb und im Oberen Donautal. Hierzu wurde er 1930 zum Vertreter des hohenzollerischen Landeskonservators Wilhelm Friedrich Laur ernannt. Nach einer ersten Erkundung machte er erste Probegrabungen. Zu größeren Grabungen kam es 1931 an der Buttentalhöhle bei Buchheim 1933 in der Falkensteinhöhle (benannt nach der nahen Burgruine Falkenstein) bei Thiergarten. Zwischenzeitlich folgten auch Grabungen in der Irpfelhöhle bei Giengen an der Brenz (1931), bei Sölden in der Freiburger Bucht (1933) und am Ölberg bei Munzingen (1933).
Am 1. April 1934 nahm er die Arbeit in der Staatlichen Altertümersammlung im Alten Schloss in Stuttgart auf. Bald bekam Peters jedoch Probleme mit den neuen Machthabern sowie mit linientreuen Fachkollegen. Er hasste jede Art der Gängelung und wollte nicht in die NSDAP eintreten. Trotzdem wurde er 1934 infolge glücklicher Umstände zum ehrenamtlichen Vertrauensmann für die Bodenaltertümer in Hohenzollern ernannt. Ab 1938 war Peters praktisch geächtet.
Nach Luftangriffen auf Stuttgart im April 1944 siedelte er nach Veringenstadt über, wo ihm der damaligen Bürgermeister Stefan Fink eine Wohnung im Rathaus angeboten hatte.

## Petersfels
Am 17. August 1927 entdeckte Peters bei Exkursionen im Brudertal bei Engen zwei Höhlen, die heutige Gnirshöhle und die damals noch unbenannte Petersfelshöhle. Peters begann im Oktober 1927 mit Grabungen im Auftrag des Ausschusses für Ur- und Frühgeschichte Badens, dessen Vorsitzender und Gönner Peters’ Wilhelm Deecke war. Vom 5. Oktober bis zum 12. November und vom 15. bis 28. März 1928 räumte er mit vier Arbeitern die Höhle und Teile des Vorplatzes aus. 1930 publizierte er die Monographie Die altsteinzeitliche Kulturstätte Petersfels, unterstützt durch den Prähistoriker aus Tübingen, Robert Rudolf Schmidt, der als Herausgeber fungierte. Vom 9. Mai bis zum 16. Juli 1932 untersuchte er den Vorplatz bis zur Talsohle zusammen mit dem Geologen Volker Toepfer, um Funde für ein geplantes Heimatmuseum für die Stadt Engen zu bergen.

## Zeit in Veringenstadt
Ab dem Jahre 1934 war Eduard Peters die treibende Kraft bei der systematischen Erforschung der Höhlen von Veringenstadt. Zwischen dem 11. Juli und 14. August 1934 führte er in neun Höhlen um Veringenstadt Probegrabungen durch. Es folgten bis 1937 mehrere Grabungskampagnen in Veringenstadt. Er konzentrierte sich vor allem auf die Anna-Kapellen-, Göpfelstein- und Nikolaushöhle sowie den Schafstallüberhang. Die vielfältigen Funde stellte Peters 1935 erstmals im Rathaus von Veringenstadt aus. Im gleichen Jahr errichtete er zwei Schlämmanlagen, die größere unterhalb der Nikolaushöhle an der Lauchert. 1937 konzentrierten sich seine Arbeiten auf die Schafstallhöhle, die aber nach erneuten Schwierigkeiten mit NS-Größen eingestellt wurden. Ab April 1944 ordnete er das Archiv im Rathaus von Veringenstadt. Ab 1946 nahm er seine Untersuchungen im Schafstall wieder auf, später auch in der Göpfelsteinhöhle. Seine Funde befinden sich u. a. im Heimatmuseum Veringenstadt.

## Verdienste und Würdigungen
Eduard Peters’ Verdienste sind die genauen Aufnahmen und Beschreibung sowie Zeichnungen der Funde, er notierte alles, dies war damals noch ungewöhnlich und der Beginn der wissenschaftlichen Erforschung. Das Ausschlämmen von Kleinfunden war eine von ihm geförderte Methode. Studienreisen machte er unter anderem zu den Grimaldihöhlen bei Grimaldi di Ventimiglia, wo einst die Venusfigurinen von Balzi Rossi gefunden wurden. Hohe Anerkennung fand er in Italien, wo er 1939 bis 1943 an mehreren Grabungen teilnahm und 1941 mit der Mitgliedschaft im paläontologischen Institut von Rom geehrt wurde.
Am 21. September 1947 wurde ihm in Sigmaringen durch Walter-Herwig Schuchhardt das Ehrendoktordiplom der Universität Freiburg überreicht.

## Werke
Monographien
- Die altsteinzeitliche Kulturstätte Petersfels. Benno Filser, Augsburg 1930.[1]
- Die Stuttgarter Gruppe der mittelsteinzeitlichen Kulturen. Mit Beiträgen von Franz Firbas und Reinhold Seemann (= Veröffentlichungen des Archivs der Stadt Stuttgart. Heft 7). Krais, Stuttgart 1941.
- Meine Tätigkeit im Dienst der Vorgeschichte Südwestdeutschlands. Veringenstadt 1946.

Aufsätze
- Die altsteinzeitlichen Kulturen von Veringenstadt (Hohenzollern). In: Prähistorische Zeitschrift. Band 27, 1936, S. 173–195.
- In Zusammenarbeit mit Adolf Rieth: Die Höhlen von Veringenstadt und ihre Bedeutung für die Vor- und Frühgeschichte Hohenzollerns. In: Verein für Geschichte, Kultur und Landeskunde Hohenzollerns (Hrsg.): Hohenzollerische Jahreshefte. Band 3. 1936. S. 240–264.
- Vor- und frühgeschichtlicher Tätigkeitsbericht aus Hohenzollern 1935. In: Verein für Geschichte, Kultur und Landeskunde Hohenzollerns (Hrsg.): Hohenzollerische Jahreshefte. Band 3. 1936. S. 332–335.
- Vor- und frühgeschichtlicher Tätigkeitsbericht aus Hohenzollern 1936. In: Verein für Geschichte, Kultur und Landeskunde Hohenzollerns (Hrsg.): Hohenzollerische Jahreshefte. Band 4. 1937. S. 275f.
- Vor- und frühgeschichtlicher Tätigkeitsbericht aus Hohenzollern 1937. In: Verein für Geschichte, Kultur und Landeskunde Hohenzollerns (Hrsg.): Hohenzollerische Jahreshefte. Band 5. 1938. S. 358f.
- Vor- und frühgeschichtlicher Tätigkeitsbericht aus Hohenzollern 1938. In: Verein für Geschichte, Kultur und Landeskunde Hohenzollerns (Hrsg.): Hohenzollerische Jahreshefte. Band 6. 1939. S. 186.
- Vor- und frühgeschichtlicher Tätigkeitsbericht aus Hohenzollern 1939. In: Verein für Geschichte, Kultur und Landeskunde Hohenzollerns (Hrsg.): Hohenzollerische Jahreshefte. Band 7. 1940. S. 118f.
- mit Oscar Paret: Die vor- und frühgeschichtlichen Kunst- und Kulturdenkmäler Hohenzollerns. In: Die Kunstdenkmäler Hohenzollerns. Band 2: Kreis Sigmaringen. Spemann, Stuttgart 1949.